# Melipotis manipularis
Melipotis manipularis là một loài bướm đêm trong họ Erebidae.